# Espacio liminal

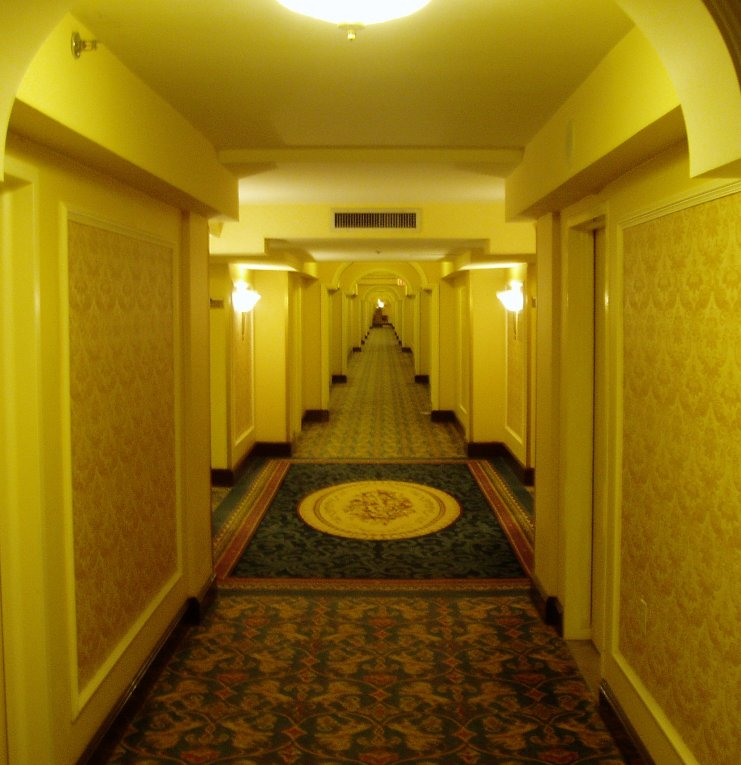
Una imagen de un pasillo de hotel vacío, un ejemplo de un espacio liminal.

Los espacios liminales son objeto de una estética de Internet que retrata lugares vacíos o abandonados que parecen inquietantes, desolados y, a menudo, surrealistas. Perteneciente al concepto de liminalidad, los espacios liminales pueden ser lugares de transición, como pasillos o áreas de descanso, pero también lugares con un atractivo nostálgico, como parques infantiles y casas vacías. En general, las imágenes del espacio liminal representan lugares anormalmente vacíos y oníricos.
La investigación del Journal of Environmental Psychology ha indicado que los espacios liminales pueden parecer espeluznantes o extraños porque caen en un valle inquietante de arquitectura y lugares físicos. Un artículo de Pulse: the Journal of Science and Culture ha atribuido esta inquietud a lugares familiares que carecen de su contexto observado habitualmente.
La estética ganó popularidad en 2019 después de que una publicación en 4chan que mostraba un espacio liminal llamado The Backrooms se volviera viral. Desde entonces, las imágenes del espacio liminal se han publicado en Internet, incluso en Reddit, Twitter y TikTok.

## Características
En términos generales, un espacio liminal se usa para describir un lugar o estado de cambio o transición; esto puede ser físico (por ejemplo, una puerta) o psicológico (por ejemplo, el período de la adolescencia). Las imágenes del espacio liminal a menudo representan este sentido de «intermedio», capturando lugares de transición (como escaleras, caminos, pasillos u hoteles) inquietantemente desprovistos de personas. La estética puede transmitir estados de ánimo de inquietud, surrealismo, nostalgia o tristeza, y provocar respuestas tanto de comodidad como de inquietud.

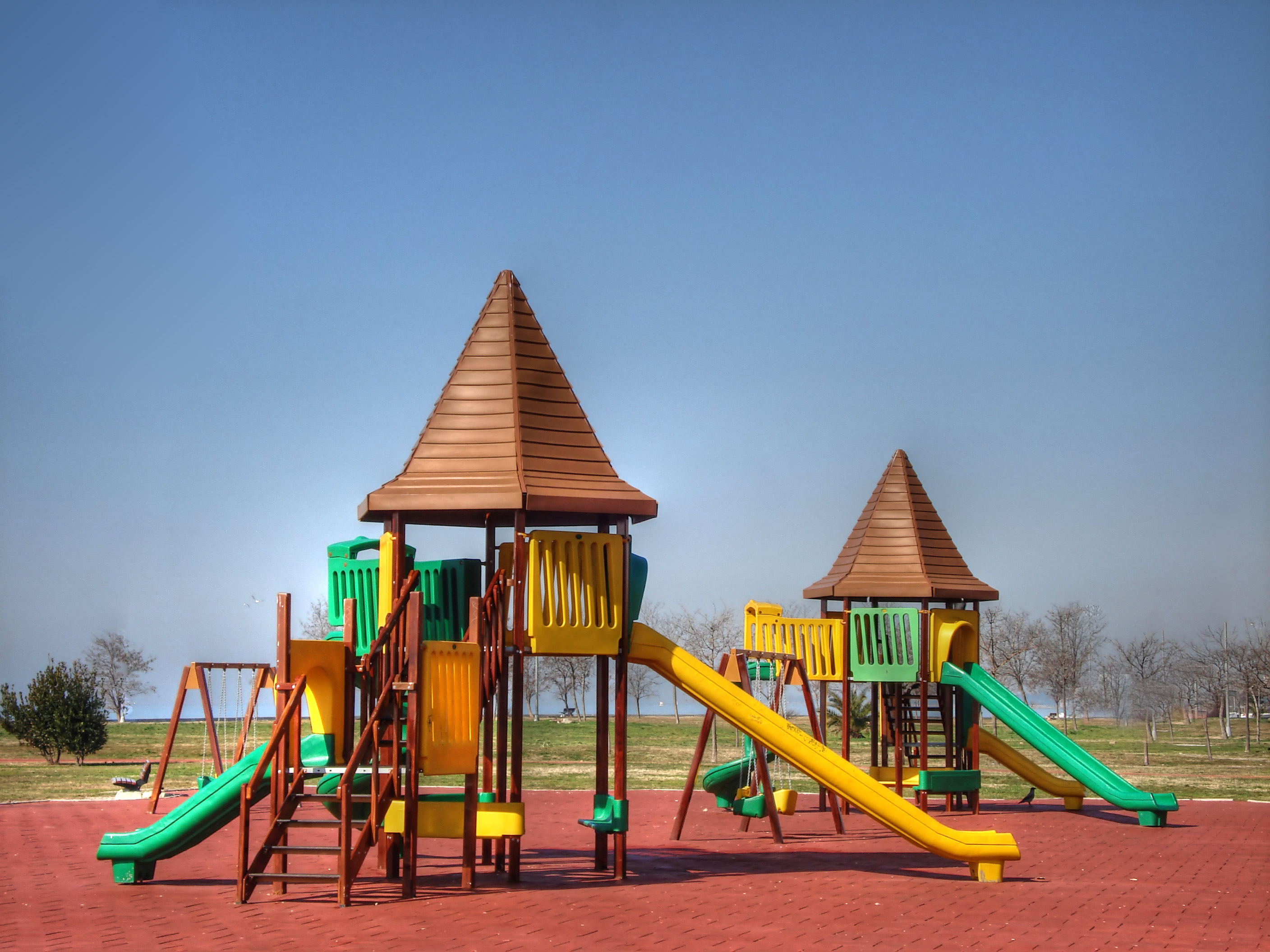
Esta imagen que representa un patio de recreo vacío puede provocar inquietud al ser despojada de su contexto esperado (es decir, la presencia de personas).

La investigación de Alexander Diel y Michael Lewis del Journal of Environmental Psychology ha atribuido la naturaleza inquietante de los espacios liminales al fenómeno del valle inquietante. El término, que generalmente se aplica a los humanoides cuyo parecido inexacto con los humanos provoca sentimientos de inquietud, puede explicar respuestas similares a las imágenes liminales. En este caso, los lugares físicos que parecen familiares pero que se desvían sutilmente de la realidad crean la sensación de inquietud típica de los espacios liminales.
Peter Heft de Pulse: the Journal of Science and Culture explora aún más esta sensación de inquietud. Basándose en las obras de Mark Fisher, Heft explica que se puede sentir tal inquietud cuando un individuo ve una situación en un contexto diferente al que espera. Por ejemplo, una escuela, que se espera que sea una amalgama ocupada de maestros y estudiantes, se vuelve inquietante cuando se representa como anormalmente vacía. Fisher consideró que este «fracaso de presencia» era uno de los sellos distintivos de la experiencia estética de lo misterioso.

## Historia
Las imágenes que representan espacios liminales ganaron popularidad en 2019 cuando un pequeño creepypasta publicado en 4chan se volvió viral. El creepypasta mostró una imagen que ejemplificaba un espacio liminal, un pasillo con alfombras amarillas y papel tapiz, con una leyenda que decía que al «salirse de los límites en la vida real», uno puede ingresar a The Backrooms, un páramo vacío de pasillos con nada más que «el hedor a alfombra vieja y húmeda, la locura del mono-amarillo, el interminable ruido de fondo de las luces fluorescentes al máximo zumbido, y aproximadamente seiscientos millones de millas cuadradas de habitaciones vacías segmentadas al azar en las que quedar atrapado».
Las imágenes del espacio liminal pronto ganaron popularidad en Internet. En 2019 se creó un subreddit llamado /r/LiminalSpace y ha acumulado más de 500 000 seguidores. En X, una cuenta llamada @Argenliminal publica fotos de espacios liminales estrictamente ubicadas en Argentina, teniendo gran repercusión con una audiencia de más de 120 mil seguidores. En tanto en TikTok, el hashtag #liminalspaces tiene más de dos mil millones de visitas.

## Espacios liminales en el cine
En el ámbito cinematográfico, los espacios liminales se emplean como recurso narrativo para explorar temas complejos y suscitar en el espectador una atmósfera de inquietud y desorientación.
Estos entornos facilitan a los cineastas el abordaje de cuestiones relativas a la identidad, la transformación y el existencialismo. Ejemplos notables incluyen el Hotel Overlook en El Resplandor (Stanley Kubrick, 1980), cuyos pasillos y habitaciones vacías simbolizan la desorientación y la progresiva pérdida de cordura; el mundo onírico en Inception (Christopher Nolan, 2010), que explora la percepción y la memoria a través de capas de realidad subjetiva; y "La Zona" en Stalker (Andrei Tarkovsky, 1979), un área misteriosa que sirve como metáfora de la psique humana y los deseos profundos. Otros filmes como Cómo ser John Malkovich (Spike Jonze, 1999), Vivarium (Lorcan Finnegan, 2019), y El Show de Truman (Peter Weir, 1998) también recurren a espacios transicionales, vacíos o de naturaleza surrealista para examinar la condición humana y la naturaleza de la realidad.
Las técnicas empleadas para lograr estos espacios son los movimientos de cámara pausados, paletas de colores desaturadas, contrastes de iluminación marcados, diseños de sonido inusuales y escenografías singulares. Los espacios liminales pueden evocar inquietud, fascinación, reflexión existencial y nostalgia, funcionando como metáforas de estados psicológicos y transiciones vitales, invitando al espectador a cuestionar la realidad y a expandir su comprensión de sí mismo y del mundo que le rodea.